# Меган Тејлор
Меган Тејлор (енгл. Megan Taylor; Рочдејл, 25. октобар 1920 — Јамајка, 23. јул 1993) била је британска клизачица у уметничком клизању. Била је светски првак на такмичењима одржанима 1938. и 1939. године.
Меган Тејлор је заједно са колегиницом и земљакињом Сесилијом Колеџ учествовала на олимпијади 1932. Биле су и приближних година--Колеџ је имала 11 година и 75 дана, a Тејлор 11 и 108 дана. Заједно чине једне од најмлађих такмичарки икада на олимпијским играма. Тада је Тејлор завршила на 7 месту, док је Колеџ била осма. Соња Хени, која је тада доминирала освојила је другу златну медаљу. 
На светском првенству 1934. и 1936. освајила је сребрну медаљу, а после повлачења Соње Хени 1936. године, Тејлор постаје светски шампион 1938 и 1939, док је 1937, 1938, и 1939, освајала сребрне медаље иза земљакиње Колеџ на европским првенствима. 
После повлачења из аматерског такмичења, Тејлор је наступала са клизачком групом "Ice Capades".

## Такмичарски резултати
| Догађај              | 1932 | 1933 | 1934 | 1935 | 1936 | 1937   | 1938 | 1939 |
| -------------------- | ---- | ---- | ---- | ---- | ---- | ------ | ---- | ---- |
| Олимпијске игре      | 7    |      |      |      |      |        |      |      |
| Светско првенство    | 7    | 4    | 2    |      | 2    | 2      | 1    | 1    |
| Европско првенство   |      |      | 4    |      | 3    | 2      | 2    | 2    |
| Национална првенства | 1    | 1    | 1    | *    | *    | 2, 2** | 2    |      |

*Није учествовала

**Године 1937. одржана су два национална првенства, један у марту и један у децембру. 